# Cala Beltran
Cala Beltran o Cala en Beltran és una cala de la costa meridional de Mallorca, situada al municipi de Llucmajor, prop de la urbanització Cala Pi situada al litoral de la possessió de Capocorb Nou. És una petita cala serpentejada entre penya-segats de tan sols 100 metres quadrats de superfície a la desembocadura del torrent de Cala Beltran. Es troba al final d'una entrada del mar d'un centenar de metres i descriu una doble corba de tal manera que des de la cua no es veu l'entrada de la cala. És de roques, gairebé no hi ha sorra i no està urbanitzada. El nom de la cala Beltran prové del primer establiment que si feu a Capocorb, un rafal proper a la cala s'entregà a Bertran de Iuro Augusto l'any 1244. Per accedir-hi s'ha de caminar més d'un quilòmetre des de cala Pi.